# Džamaa el Kebir
Džamaa el Kebir (arabsko الجامع الكبير, latinizirano: djama' el-kebir), znana tudi kot Velika mošeja v Alžiru (francosko Grande mosquée d'Alger), je zgodovinska mošeja v Alžiru v Alžiriji. Stoji znotraj Kazbe (staro mesto), blizu mestnega pristanišča. Iz leta 1097 je eden redkih preostalih primerov almoravidske arhitekture, čeprav je bila od svoje ustanovitve deležna drugih dodatkov in rekonstrukcij. Je najstarejša mošeja v Alžiru in naj bi bila ena najstarejših mošej v Alžiriji po mošeji Sidi Okba in mošeji Sidi Ghanem.

## Zgodovina
Napis na minbarju (prižnici) mošeje beleži datum 1. radžeb, 490 po hidžri, kar dokazuje, da je bila mošeja zgrajena leta 1097 n. št. ali okoli njega, med vladavino Jusufa ibn Tašfina.:191:32 Napis na dnu minareta kaže, da je bil zgrajen leta 1322 n. š. (17. Dhu al-Qadah, 722 po hidžri) zajanidski sultan Abu Tašfin I. iz Tlemcena.:273:234:33
Mošeja je bila resno poškodovana med francoskim bombardiranjem Alžira leta 1682 in ponovno leta 1683, kar je povzročilo kasnejšo rekonstrukcijo njenega mihraba in njene kible (južne) stene.
Galerija na zunanji strani mošeje je bila zgrajena leta 1837 v času francoske kolonialne vladavine. Njena gradnja je bila posledica popolne rekonstrukcije ulice s strani Francozov.

## Geografija
Velika mošeja stoji v severovzhodnem delu mesta v zgodovinskem okrožju Kazba v bližini pristanišča, poleg gospodarske zbornice. Prej je bila mošeja na Rue de la Marine v Alžiru med francosko kolonialno vladavino Alžirije, ki je bila takrat vhodna ulica v alžirsko pristanišče. Rue de la Marine ne obstaja več in sta jo presegli Rue d' Angkor in Boulevard de Ernesto Guevara ter na območju mošeje razcep, imenovan Rue Saadi et Mokhtar Ben Hafidh, na kateri zdaj leži.

## Arhitekturne značilnosti
Mošeja ima pravokoten tloris, široka je 46 metrov in globoka 38 metrov. Materiali, uporabljeni pri gradnji mošeje, so bili kamen, opeka, strešniki in les, uporabljena je bila ornamentika iz keramike in lesa.

### Notranjost
Molitvena dvorana je razdeljena na enajst ladij, ki potekajo pravokotno na južno steno kible in so razdeljene z vrstami podkvastih lokov, ki jih podpirajo pobeljeni zidani stebri. Osrednji prehod je širši od drugih, kar namiguje na T-tloris, ki bi postal standard v kasnejši arhitekturi mošej v Magrebu. V severnem delu mošeje je pravokotno dvorišče, ki meri približno 11 krat 21 metrov, obdano z arkadami.
Mihrab, ki je bil prvotno zgrajen kot sestavni del mošeje leta 1097, je bil uničen v francoskem bombardiranju v 17. stoletju. Rekonstruirani mihrab je tipična zasnova, ki je sledila Alžiru iz 18. stoletja v obliki razčlenjenih podkvastih lokov na koncu osrednje in veliko širše ladje. To je preprosta fasada s freskami z dvema majhnima spiralnima stebroma, ki jo obkrožata na obeh straneh, z reliefnim lokom iz štukature. Mihrab je postavljen v nišo z ravnim podom. Ob mihrabu sta na obeh straneh dve vratni odprtini, ki vodita v majhne podolgovate prostore, od katerih je bil v enem minbar, ki je bil včasih premaknjen na tirnice v molitveno dvorano, kjer je imam molil dnevne molitve in imel pridige. Medtem ko so tirnice, ki so bile uporabljene za premikanje minbarja, še vedno vdelane v tla, je sam minbar zdaj ohranjen v Narodnem muzeju starin in islamske umetnosti v Alžiru.
- Notranjost molitvene dvorane mošeje
- Pogled na ladjo, ki vodi proti mihrabu
- Današnji mihrab mošeje

### Zunanjost
Po preureditvi glavne ulice Rue de la Marine so znatne spremembe na fasadi postale bistvena dodatna značilnost. Posledično je bila ob vhodu v mošejo dodana galerija ali portik s stebri, ki je bila zgrajena leta 1837 pod francosko kolonialno vladavino v orientaliziranem slogu mnogoločnih lokov. Ponovno uporablja italijanske marmorne stebre iz mošeje al-Sa'ida iz 18. stoletja.
Po besedah francoskega učenjaka Georgesa Marçaisa je bil minaret, ki je bil prvič dodan v zgodnjem 14. stoletju, v poznejšem obdobju ponovno zgrajen ali preoblikovan. Ta površina minareta je razčlenjena s pravokotnimi nišami, okrašenimi s slepimi loki, kot tudi s ploščami in pasovi iz modro-belih keramičnih ploščic. V drugem delu mošeje, v severovzhodnem kotu, je Bab al-Jenina, ki je skupaj z minaretom namenjena izključno uporabi imama mošeje. Ima več prostorov za rutinsko uporabo.

### Minbar
Prvotni minbar mošeje je zdaj ohranjen v Narodnem muzeju starin in islamske umetnosti. To je eden najlepših izklesanih minbarov te vrste v Alžiriji. Ima napis v kufski pisavi, ki pravi: arabsko بسم الله الرحمن الرحيم أتم هذا المنبر في أول شهر رجب من سنة تسعين وأربعمائة. الذي عمل محمد ('V imenu Allaha, Sočutnega, Usmiljenega. Ta prižnica je bila dokončana prvega v mesecu radžabu leta 490 [hidžre]. Delo Mohameda.'). Minbar je izklesan iz lesa, pritrjen na kolesa za prosto gibanje iz obdobja Almoravidov. Vzorec je v preprosti obliki obloženega minbarja Velike mošeje v Kairouanu.